# レッドビーンズ・アンド・ライス

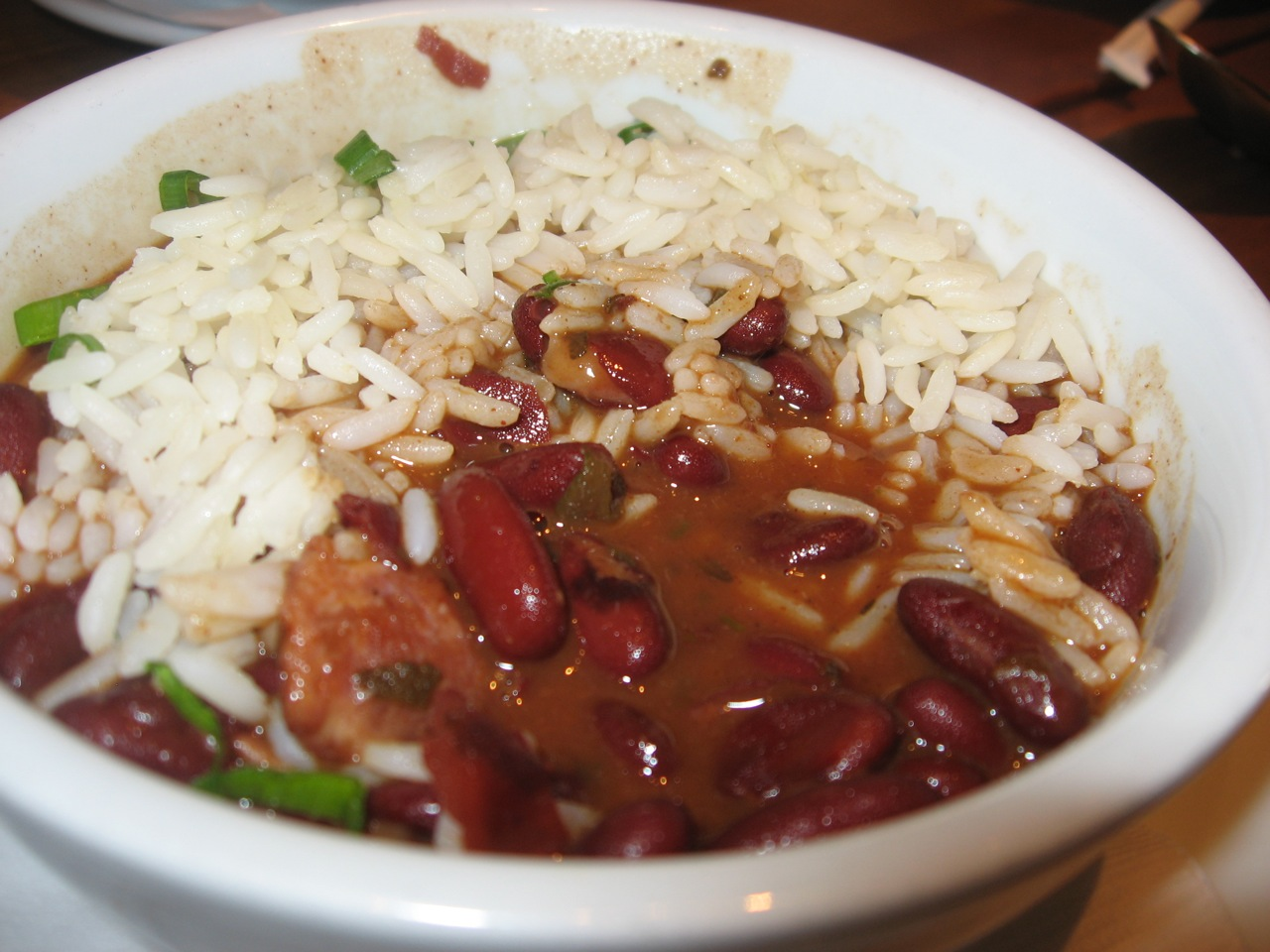
バークレーのレストランで提供されているレッドビーンズ・アンド・ライス

レッドビーンズ・アンド・ライス、レッドビーンズ&ライス（英語: Red beans and rice）はアメリカ合衆国南部（ルイジアナ州ニューオーリンズなど）で食されている家庭料理。ニューオーリンズの名物料理とされる。
ルイジアナでは、主に黒人奴隷が日曜日の残り物を使って、月曜日の夜の食事にするのが習慣になっていた。日曜日はハムを作り、その残りや骨で出汁を作り、豆を加えて半日ほど煮込んだと言われる。
基本はハムから出た塩味で、食べる際にホットソースをかけることが多い。カレーライスのように煮込みをご飯にかける。
ブラジル料理のフェジョアーダが類似料理に挙げられる。